# Eleanor Holm
Eleanor Holm (Nueva York, Estados Unidos, 6 de diciembre de 1913 - Miami, Florida, 31 de enero de 2004) fue una nadadora estadounidense especializada en pruebas de estilo espalda, donde consiguió ser campeona olímpica en 1932 en los 100 metros.

## Carrera deportiva
En los Juegos Olímpicos de Los Ángeles 1932 ganó la medalla de oro en los 100 metros espalda con un tiempo de 1:19.4 segundos, por delante de la australiana Bonnie Mealing (plata con 1:21.3 segundos) y de la británica Valerie Davies.